# Amt Kleine Elster (Niederlausitz)
Das Amt Kleine Elster (Niederlausitz), bis 1995 Amt Kleine Elster, ist ein 1992 gebildetes Amt im Landkreis Elbe-Elster des Landes Brandenburg, in dem sich anfangs neun Gemeinden im damaligen Kreis Finsterwalde (ab 1993 im Landkreis Elbe-Elster) zu einem Verwaltungsverbund zusammengeschlossen hatten. Der brandenburgische Innenminister ordnete dem Amt noch im gleichen Jahr drei weitere Gemeinden zu. Amtssitz ist die Gemeinde Massen-Niederlausitz. Durch Gemeindezusammenschlüsse und Eingliederungen hat das Amt derzeit noch vier Gemeinden.

## Geographische Lage
Das Amt Kleine Elster (Niederlausitz) liegt im Osten des Landkreises Elbe-Elster. Es grenzt im Norden an die amtsfreie Gemeinde Heideblick und die amtsfreie Stadt Luckau, im Osten an die amtsfreie Stadt Calau, das Amt Altdöbern und die amtsfreie Stadt Großräschen, im Süden an die amtsfreie Gemeinde Schipkau und die amtsfreie Stadt Lauchhammer (alle Landkreis Oberspreewald-Lausitz) und im Westen an die amtsfreien Städte Finsterwalde und Sonnewalde (Landkreis Elbe-Elster).

## Gemeinden und Ortsteile
Das Amt Kleine Elster (Niederlausitz) verwaltet derzeit vier Gemeinden:
- Crinitz mit dem Ortsteil Gahro
- Lichterfeld-Schacksdorf mit den Ortsteilen Lichterfeld, Schacksdorf und Lieskau
- Massen-Niederlausitz mit den Ortsteilen Babben, Betten, Gröbitz, Massen, Lindthal und Ponnsdorf
- Sallgast mit den Ortsteilen Dollenchen, Göllnitz und Sallgast

## Geschichte
Der Minister des Innern des Landes Brandenburg erteilte am 13. Juli 1992 seine Zustimmung zur Bildung des Amtes Kleine Elster. Als Zeitpunkt des Zustandekommens des Amtes wurde der 21. Juli 1992 festgelegt. Das Amt hatte seinen Sitz in der Gemeinde Betten und bestand zunächst aus elf Gemeinden im damaligen Kreis Finsterwalde (in der Reihenfolge ihrer Nennung im Amtsblatt):
1. Betten
2. Dollenchen
3. Göllnitz
4. Gröbitz
5. Lichterfeld
6. Lieskau
7. Lindthal
8. Massen
9. Ponnsdorf
10. Sallgast
11. Schacksdorf

Zum 28. August 1992 wurden zudem die Gemeinden Crinitz, Babben und Gahro dem Amt Kleine Elster zugeordnet. Die Zuordnung war jedoch befristet bis zum 28. August 1994. Diese Befristung wurde zum 29. August 1994 aufgehoben. Am 3. April 1995 wurde der Sitz des Amtes von Betten in die Gemeinde Massen verlegt. Das Amt wurde in Amt Kleine Elster (Niederlausitz) umbenannt. Zum 31. Dezember 1997 schlossen sich die Gemeinden Lichterfeld und Schacksdorf zur neuen Gemeinde Lichterfeld-Schacksdorf zusammen. Zum gleichen Zeitpunkt bildeten die Gemeinden Dollenchen und Sallgast die neue Gemeinde Sallgast, und die Gemeinden Babben, Betten, Lindthal und Massen schlossen sich zur neuen Gemeinde Massen-Niederlausitz zusammen. Zum 31. Dezember 1998 wurde die Gemeinde Lieskau in die Gemeinde Lichterfeld-Schacksdorf eingegliedert. Die Gemeinden Gröbitz und Ponnsdorf wurden zum 31. Dezember 2001 in die Gemeinde Massen-Niederlausitz eingegliedert.
Zum 26. Oktober 2003 wurden die Gemeinde Gahro per Gesetz in die Gemeinde Crinitz und die Gemeinde Göllnitz in die Gemeinde Sallgast eingegliedert. Damit hatte sich die Zahl der amtsangehörigen Gemeinden auf vier verringert.

## Bevölkerungsentwicklung
| Jahr | Einwohner |
| ---- | --------- |
| 1992 | 6 647     |
| 1995 | 7 051     |
| 2000 | 7 135     |
| 2005 | 6 745     |
| 2010 | 6 119     |
| 2015 | 5 763     |

| Jahr | Einwohner |
| ---- | --------- |
| 2020 | 5 376     |
| 2021 | 5 384     |
| 2022 | 5 333     |
| 2023 | 5 333     |
| 2024 | 5 289     |

 Gebietsstand des jeweiligen Jahres, Einwohnerzahl: Stand 31. Dezember, ab 2011 auf Basis des Zensus 2011, ab 2022 auf Basis des Zensus 2022

## Politik

### Amtsdirektor
- 1993–2021: Gottfried Richter[17]
- seit 2021: Marten Frontzek

Richter war am 11. Januar 2017 durch den Amtsausschuss für weitere acht Jahre gewählt worden. Im Juni 2021 trat er aus Altersgründen zurück. Zu seinem Nachfolger wurde am 9. Juni 2021 Marten Frontzek gewählt.

### Wappen
Das Wappen wurde am 4. April 1995 genehmigt.
Blasonierung: „In Silber über blauem Schildfuß ein grüner Nadelbaum, belegt mit einer sitzenden, linkshin schauenden schwarzen Elster mit silbernem Bauch und Rückenfleck.“

## Belege
1. ↑  Bevölkerungsstand im Land Brandenburg Dezember 2024 (Fortgeschriebene amtliche Einwohnerzahlen, basierend auf dem Zensus 2022) (Hilfe dazu).
2. ↑  Kleine Elster (Niederlausitz) | Service Brandenburg. Abgerufen am 2. Mai 2024.
3. ↑  
Hauptsatzung des Amtes Kleine Elster (Niederlausitz) vom PDF
4. ↑  
Bildung der Ämter Gartz/Oder, Bad Liebenwerda, Mühlberg/Elbe, Plessa, Märkische Schweiz, Premnitz, Rüdersdorf, Scharmützelsee, Steinhöfel/Heinersdorf Elsterland, Kleine Elster und Falkenberg Uebigau. Bekanntmachung des Ministers des Innern vom 21. Juli 1992. Amtsblatt für Brandenburg – Gemeinsames Ministerialblatt für das Land Brandenburg, 3. Jahrgang, Nummer 54, 31. Juli 1992, S. 970/1.
5. ↑  
Änderung des Amtes Kleine Elster. Bekanntmachung des Ministers des Innern vom 19. August 1992. Amtsblatt für Brandenburg – Gemeinsames Ministerialblatt für das Land Brandenburg, 3. Jahrgang, Nummer 69, 16. September 1992, S. 1278–80.
6. ↑  
Aufhebung der Befristung der Zuordnung der Gemeinden Babben, Gahro und Crinitz zum Amt Kleine Elster. Bekanntmachung des Ministers des Innern vom 20. September 1994. Amtsblatt für Brandenburg – Gemeinsames Ministerialblatt für das Land Brandenburg, 5. Jahrgang, Nummer 71, 7. Oktober 1994, S. 1447.
7. ↑  
Änderung des Namens und Verlegung des Sitzes des Amtes Kleine Elster. Bekanntmachung des Ministers des Innern vom 27. März 1995. Amtsblatt für Brandenburg – Gemeinsames Ministerialblatt für das Land Brandenburg, 6. Jahrgang, Nummer 30, 12. April 1995, S. 374.
8. ↑  
Zusammenschluss der Gemeinden Lichterfeld und Schacksdorf (Amt Kleine Elster (Niederlausitz)) zu einer neuen Gemeinde Lichterfeld-Schacksdorf. Bekanntmachung des Ministeriums des Innern vom 18. Dezember 1997. Amtsblatt für Brandenburg Gemeinsames Ministerialblatt für das Land Brandenburg, 9. Jahrgang, Nummer 2, 22. Januar 1998, S. 24.
9. ↑  
Zusammenschluss der Gemeinden Dollenchen und Sallgast (Amt Kleine Elster (Niederlausitz)) zu der neuen Gemeinde Sallgast. Bekanntmachung des Ministeriums des Innern vom 19. Dezember 1997. Amtsblatt für Brandenburg Gemeinsames Ministerialblatt für das Land Brandenburg, 9. Jahrgang, Nummer 2, 22. Januar 1998, S. 25.
10. ↑  
Zusammenschluss der Gemeinden Babben, Betten, Lindthal und Massen (Amt Kleine Elster (Niederlausitz)) zu der neuen Gemeinde Massen-Niederlausitz. Bekanntmachung des Ministeriums des Innern vom 18. Dezember 1997. Amtsblatt für Brandenburg Gemeinsames Ministerialblatt für das Land Brandenburg, 9. Jahrgang, Nummer 2, 22. Januar 1998, S. 25.
11. ↑  
Eingliederung der Gemeinde Lieskau in die Gemeinde Lichterfeld-Schacksdorf. Bekanntmachung des Ministeriums des Innern vom 21. Dezember 1998. Amtsblatt für Brandenburg – Gemeinsames Ministerialblatt für das Land Brandenburg, 10. Jahrgang, Nummer 5, 9. Februar 1999, S. 70.
12. ↑  
Eingliederung der Gemeinden Gröbitz und Ponnsdorf in die Gemeinde Massen-Niederlausitz. Bekanntmachung des Ministeriums des Innern vom 10. Dezember 2001. Amtsblatt für Brandenburg Gemeinsames Ministerialblatt für das Land Brandenburg, 12. Jahrgang, 2001, Nummer 52, 27. Dezember 2001, S. 894 PDF
13. ↑  
Sechstes Gesetz zur landesweiten Gemeindegebietsreform betreffend die Landkreise Dahme-Spreewald, Elbe-Elster, Oberspreewald-Lausitz, Oder-Spree und Spree-Neiße (6.GemGebRefGBbg) vom 24. März 2003, Gesetz- und Verordnungsblatt für das Land Brandenburg, I (Gesetze), 2003, Nr. 05, S. 93
14. ↑  Historisches Gemeindeverzeichnis des Landes Brandenburg 1875 bis 2005. Landkreis Elbe-Elster. S. 12–13
15. ↑  Bevölkerung im Land Brandenburg von 1991 bis 2017 nach Kreisfreien Städten, Landkreisen und Gemeinden, Tabelle 7
16. ↑  Amt für Statistik Berlin-Brandenburg (Hrsg.): Statistischer Bericht A I 7, A II 3, A III 3. Bevölkerungsentwicklung und Bevölkerungsstand im Land Brandenburg (jeweilige Ausgaben des Monats Dezember)
17. ↑  Der tiefste Schlag in meinem Leben. In: Lausitzer Rundschau, 19. Januar 2013
18. ↑  Wahl der Amtsdirektorin/des Amtsdirektors des Amtes Kleine Elster (Niederlausitz). In: Amtsblatt für das Amt Kleine Elster (Niederlausitz), Ausgabe 1/2017, S. 4
19. ↑  Amtsblatt vom 1.7.2021 S.4
20. ↑  
Wappenangaben auf dem Dienstleistungsportal der Landesverwaltung des Landes Brandenburg